# The Stunt Man
The Stunt Man (bra: O Substituto; prt: O Fugitivo) é um filme norte-americano de 1980, do gênero comédia dramática de ação, dirigido por Richard Rush, com roteiro de Lawrence B. Marcus e Richard Rush baseado no romance The Stunt Man, de Paul Brodeur.

## Produção
Filmado em San Diego, The Stunt Man, projeto pessoal do diretor Richard Rush, levou nove anos para sair do papel e outros dois para ser lançado. Peter O'Toole redime-se de anos de filmes sem importância e tem uma atuação impressionante como um cineasta egocêntrico e maquiavélico, atuação esta que lhe valeu uma indicação ao Oscar.
O roteiro baseia-se no romance homônimo de Paul Brodeur, publicado em 1970. A história é bafejada por um tom de contemporaneidade, que foi obtido ao colocar um veterano da Guerra do Vietnã — tema polêmico na época — dentro das filmagens de uma película de ficção. Em diversas momentos, realidade e faz de conta se misturam.
Segundo Ken Wlaschin, este é um dos dez melhores desempenhos de Peter O'Toole.

## Sinopse
Ao fugir da polícia, Cameron, veterano da Guerra do Vietnam, encontra refúgio nas locações de um filme. Após participar da morte acidental de um dublê, ele acaba contratado pelo diretor Eli Cross para exercer a mesma função. A partir daí, as atitudes de Eli confundem Cameron, que não sabe até onde o diretor é capaz de ir para tornar mais verosímil e realista sua produção sobre a Primeira Guerra Mundial.

## Principais premiações
| Prêmio                   | Categoria                   | Recipiente                       | Situação                     |
| ------------------------ | --------------------------- | -------------------------------- | ---------------------------- |
| Oscar 1981               | Melhor diretor              | Richard Rush                     | Indicado                     |
| Oscar 1981               | Melhor ator                 | Peter O'Toole                    | Indicado                     |
| Oscar 1981               | Melhor roteiro adaptado     | Lawrence B. Marcus, Richard Rush | Indicado                     |
| Golden Globe 1981        | Trilha sonora original      | Dominic Frontiere                | Venceu                       |
| Golden Globe 1981        | Melhor diretor              | Richard Rush                     | Indicado                     |
| Golden Globe 1981        | Melhor filme dramático      | Richard Rush                     | Indicado                     |
| Golden Globe 1981        | Melhor ator - drama         | Peter O'Toole                    | Indicado                     |
| Golden Globe 1981        | Melhor roteiro - cinema     | Lawrence B. Marcus               | Indicado                     |
| Golden Globe 1981        | Revelação masculina         | Steve Railsback                  | Indicado                     |
| DGA Award                | Melhor diretor              | Richard Rush                     | Indicado[carece de fontes?]  |
| NYFCC Award              | Melhor ator                 | Peter O'Toole                    | 3.º lugar[carece de fontes?] |
| NSFC Award               | Melhor Ator                 | Peter O'Toole                    | Venceu[carece de fontes?]    |
| NBR Award                | Dez melhores filmes de 1980 | Dez melhores filmes de 1980      | incluído[carece de fontes?]  |
| WGA Award                | Melhor roteiro - drama      | Lawrence B. Marcus, Richard Rush | Indicado[carece de fontes?]  |
| Grand Prix des Amériques | Richard Rush                | Melhor filme                     | Venceu[carece de fontes?]    |

## Elenco
| Ator/Atriz        | Personagem            |
| ----------------- | --------------------- |
| Peter O'Toole     | Eli Cross             |
| Steve Railsback   | Cameron               |
| Barbara Hershey   | Nina Franklin         |
| Allen Goorwitz    | Sam                   |
| Alex Rocco        | Chefe de Polícia Jake |
| Sharon Farrell    | Denise                |
| Adam Roarke       | Raymond Bailey        |
| Philip Bruns      | Ace                   |
| Charles Bail      | Chuck Barton          |
| John Garwood      | Gabe                  |
| Jim Hess          | Henry                 |
| John Pearce       | Guarda da garagem     |
| Michael Railsback | Burt                  |
| George Wallace    | Pai de Nina           |
| Dee Carroll       | Mãe de Nina           |